# La coppa del Jazz
La coppa del Jazz è una manifestazione musicale e di un programma radiofonico, entrambi trasmessi dall'allora Secondo Programma, oggi Radio 2, a partire dal 26 gennaio 1960 fino a maggio dello stesso anno.

## La trasmissione
La gara (ed il programma relativo) nasce da un'idea di Piero Vivarelli e Vittorio Zivelli, entrambi già noti nel mondo del jazz e della musica leggera (Vivarelli era anche autore di alcuni testi di canzoni di Adriano Celentano).
Fu il primo programma radiofonico dedicato dalla Rai al jazz; il bando del concorso, diffuso nei mesi precedenti, non aveva limiti d'età e non faceva distinzione tra i professionsiti ed i dilettanti, consentendo quindi a chiunque fosse appassionato di iscriversi: e proprio da uno dei gruppi di dilettanti, il Quintetto di Torino (in seguito incisero per l'RCA Italiana, si mise in luce uno dei più noti trombonisti italiani, Dino Piana.
Si iscrissero alla gara oltre 80 formazioni, che vennero selezionate all'interno delle varie sedi della Rai e ridotte a sedici.
Per alcune settimane i 16 complessi si esibirono, a due a due, in accoppiamenti effettuati con sorteggio.
La manifestazione venne poi replicata nel 1961 e nel 1962, sempre con trasmissione radiofonica.
Nel 2009 la Twilight Music ha pubblicato, nella serie Via Asiago 10, un cd contenente alcune delle esibizioni dei gruppi partecipanti.

## I gruppi partecipanti
1. Enrico Intra Trio (Milano)
2. Quartetto Sergio Mondadori (Bologna)
3. Seconda Roman New Orleans Jazz Band (Roma)
4. Quintetto di Torino (Torino)
5. Modern Jazz Gang (Roma)
6. Riverside Jazz Band (Milano)
7. Gil Cuppini Quintet (Milano)
8. Rheno Dixieland Band (Bologna)
9. Bohukus Trio (Torino)
10. Vittorio Paltrinieri e il suo Complesso (Milano)
11. Amedeo Tommasi Trio (Bologna)
12. Riverside Syncopators Jazz Band (Genova)
13. Giampiero Fontana e il suo Complesso (Milano)
14. I Quattro del Sud (Bari)
15. Lazy River Band Society (Asti)
16. Quintetto Moderno (Udine)
17. Bargecchia Jazz Band (Bargecchia)